# Britansko ozemlje v Indijskem oceanu
Britansko ozemlje v Indijskem oceanu (angleško British Indian Ocean Territory ali BIOT) je odvisno ozemlje Združenega kraljestva v Indijskem oceanu  na pol poti med Afriko in Indonezijo. Ozemlje obsega šest atolov arhipelaga Chagos z več kot 1000 otočki.
Največji otok je Diego Garcia, na njem je tudi skupna vojaška baza Združenega kraljestva in ZDA.